# Andrew Cyrille
Andrew Charles Cyrille, né le 10 novembre 1939, est un batteur d'avant-garde jazz.

## Biographie
Cyrille est né à Brooklyn (New York), d'une mère d'origine haïtienne. Il découvre la batterie vers l'âge de 11 ans. Il entame des études de chimie à la Saint John's University (New York) puis change d'orientation pour étudier la musique à la Juilliard School à partir de 1958,.
Au milieu des années 1960, il rejoint le groupe de Cecil Taylor pour une dizaine d'années ; il le quittera finalement pour faire des duos de batterie avec Milford Graves. En complément de ses enregistrements en tant que leader de groupe, il a enregistré et joué avec des musiciens comme David Murray, Irène Schweizer, Marilyn Crispell, Carla Bley, Nelly Pouget, Butch Morris et Reggie Workman, entre autres.

## Discographie

### En tant que leader
- T R I O 3/Open Ideas - Palmetto Records
- T R I O 3/Encounter - Passinthru Records
- T R I O 3/Wha's Nine / Live at the Sunset - Marge 40 (2007)
- T R I O 3/Live In Wallisau - dizim Records
- My Friend Louis, Andrew Cyrille Quintet - DIW Records
- What About, Andrew Cyrille - Affinity Records (England)
- Dialogue of the Drums, Andrew Cyrille/Milford Graves/ IPS ST003
- Junction, Andrew Cyrille & MAONO/IPS Records ST003
- Celebration, Andrew Cyrille & MAONO/IPS Records ST002
- Metamusicians' Stomp, Cyrille & MAONO - Black Saint CD 120025-2
- The Loop, Andrew Cyrille (Solo) - lctus Records ST0009
- Nuba, Andrew Cyrille/Jeanne Lee/J. Lyons - Black Saint CD 120030-2
- Special People, Andrew Cyrille - Soul Note SN1 01 2
- The Navigator, Andrew Cyrille - Soul Note Records - CD 121062-2
- Rejoicing with the Light, Muhal Abrams - Black Saint BSR0071
- Andrew Cyrille Meets Peter Brotzmann in Berlin, FMP 1000
- Pieces of Time, Clarke, Cyrille, Graves, Famoudou - Soul Note SN1078
- Irène Schweizer/Andrew Cyrille, INTAKT 008 (Suisse) 120125-2
- Galaxies, Andrew Cyrille & Vladimir Tarasov, Music & Arts CD-672
- My Friend Louis, Andrew Cyrille Quintet, DIW/Columbia - CK 52957 (CD)
- Burnt Offering, Andrew Cyrille and Jimmy Lyons, Black Saint - (CD) 120130-2
- X ManA, Cyrille/W J. Newton, A. Pascal, A. Cox, Soul Note - 121262-2 (CD)
- Ode To The Living Tree, Andrew Cyrille Quintet - Venus TKCV-79098
- Double Clutch, Andrew Cyrille/Richard Teitelbaum Duo Silk Heart SHCD 146
- Good To Go/A Tribute To BuAndrew Cyrille Trio/W J.Newton - L. Atkinson - SoulNote

- 2013 Wiring[4] par TRIO 3 avec Oliver Lake, Reggie Workman + Vijay Iyer Intakt Records (en) CD 233
- 2018 Lebropa[5] avec Wadada Leo Smith et Bill Frisell chez ECM
- 2022 2 Blues for Cecil (en) avec William Parker et Enrico Rava chez TUM Records (de)

### En tant que sideman
Avec Carla Bley
- 1978 : European Tour 1977